# Mont Tengu
Pour l’article homonyme, voir Mont Tengu (Samani).
Le mont Tengu (天狗岳, Tengu-dake) est un stratovolcan culminant à 2 646 m d'altitude à la limite de Chino et Koumi dans la préfecture de Nagano au Japon. Cette montagne est la plus élevée du groupe volcanique septentrional de Yatsugatake. Le mont Tengu fait partie du parc quasi national de Yatsugatake-Chūshin Kōgen.